# 최진주 (아나운서)
최진주(1987년 ~ )는 대한민국의 TBC(대구방송)前 아나운서이다.

## 학력
- 숭실대학교 공과대

## 진행
- 2013년 2월 4일 ~ 2014년 5월 9일 : TBC 《TBC 프라임뉴스》 권준범 앵커와 함께 진행
- 2014년 5월 12일 ~ 2014년 10월 24일 : TBC 《TBC 8 뉴스》 황상현 앵커와 함께 진행
- 2014년 10월 27일 ~ 2016년 11월 18일 : TBC 《TBC 굿모닝뉴스》 진행